# NGC 4450
NGC 4450 ist eine Spiralgalaxie mit aktivem Galaxienkern vom Hubble-Typ SA(s)ab im Sternbild Haar der Berenike am Nordsternhimmel. Sie ist schätzungsweise 85 Millionen Lichtjahre von der Milchstraße entfernt, hat einen Scheibendurchmesser von etwa 83.000 Lj und ist Mitglied des Virgo-Galaxienhaufens.
Die Entfernungsmessungen basierend auf den Radialgeschwindigkeiten stimmen nicht mit den rotverschiebungsunabhängigen Entfernungsschätzungen von 55 ± 5 Millionen Lichtjahren überein.
Das Objekt wurde am 14. März 1784 von dem deutsch-britischen Astronomen Wilhelm Herschel entdeckt.

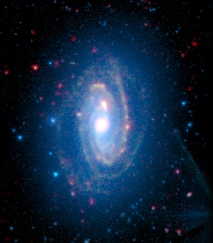
Aufnahme des Spitzer-Weltraumteleskops
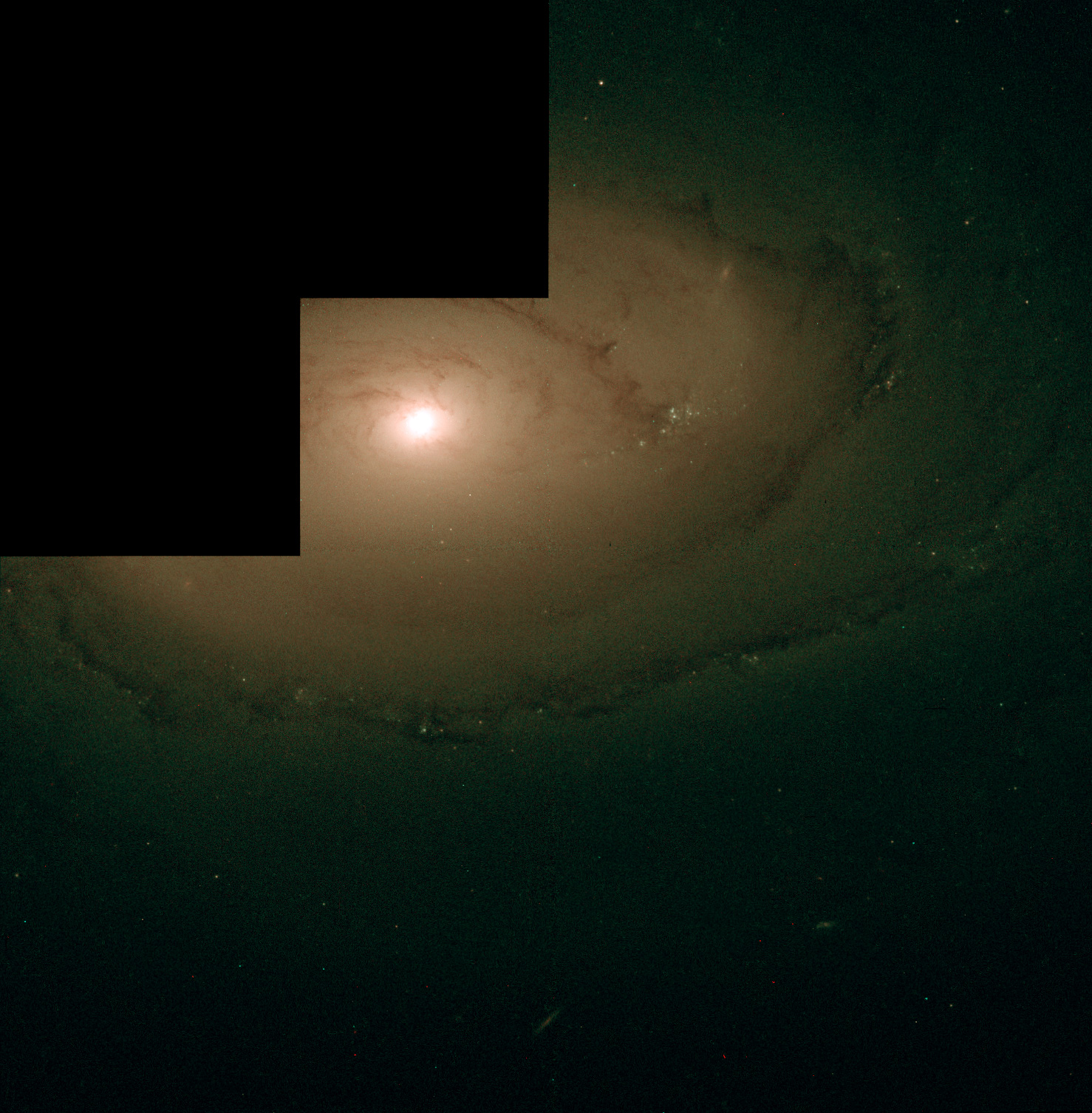
Aufnahme des Hubble-Weltraumteleskops